# Galerie nationale d'art moderne (Munich)
La Galerie nationale d'art moderne (en Allemand Staatsgalerie Moderne Kunst) de Munich est une annexe de la Pinacothèque d'Art moderne de la ville. Elle fut fondée le 23 mai 2006 dans un Palais de verre à proximité du centre d'art contemporain H2 d'Augsbourg. 

## Description
La galerie possède une surface de 1 500 m2 dont une grande partie est éclairée par de la lumière naturelle et construite dans d'anciens bâtiments industriels. La galerie d'art contemporain présente des œuvres d'Andy Warhol, Robert Rauschenberg, Robert Motherwell, John Cage, Dan Flavin, Donald Judd, Salvador Dalí et Pierre Soulages.